# Keith Markovic
Keith Markovic, pseud. "NAF" (ur. 24 listopada 1997) – kanadyjski profesjonalny gracz Counter-Strike: Global Offensive, będący riflerem dla organizacji Team Liquid. Były reprezentant takich organizacji jak LunatiK eSports, Denial eSports, Luminosity Gaming, eLevate, Renegades, Conquest czy OpTic Gaming. 6 najlepszy gracz CS:GO 2018 roku. Dotychczas w swojej karierze zarobił ok. 924 tysiące dolarów. 

## Życiorys
Karierę rozpoczął 5 maja 2013 roku, kiedy dołączył do High Rollers Gaming. 13 stycznia 2015 NAF dołączył do Team Liquid, jednak już 11 maja opuścił szeregi formacji, aby dołączyć do Luminosity Gaming. 4 stycznia 2016 roku dołączył do OpTic Gaming, gdzie wraz z ekipą zakwalifikował się na turniej ESL One Cologne 2016, gdzie OpTic zajęło 13/16 miejsce, przegrywając z FlipSid3 Tactics. 1 września 2017 Keith opuścił OpTic Gaming i dołączył do Renegades. Tam zakwalifikował się na turniej ELEAGUE Major Boston, gdzie Renegades zajęło ostatecznie 18 miejsce, przegrywając z AVANGAR. 5 lutego 2018 roku NAF opuścił Renegades i ponownie dołączył do Team Liquid. Była to najlepszy moment w karierze Kanadyjczyka, ponieważ obecnie organizacja znajduje się na 3 miejscu w rankingu najlepszych drużyn CS:GO, tworzonego przez serwis HLTV. 

## Wyróżnienia indywidualne
- Został uznany najlepszym graczem turnieju StarLadder i-League Invitational 2[6].
- Został uznany najlepszym graczem turnieju cs_summit 2[7].
- Został uznany najlepszym graczem turnieju SuperNova Malta 2018[8].
- Został uznany najlepszym graczem turnieju iBUYPOWER Masters IV[9].
- Został wybrany 6 najlepszym graczem 2018 roku według serwisu HLTV[10].
- Został wybrany 4 najlepszym graczem 2018 roku według serwisu Thorin's Top[11].
- Został uznany najlepszym graczem turnieju BLAST Pro Series Los Angeles 2019[12].
- Został wybrany 7 najlepszym graczem 2019 roku według serwisu HLTV[13].

## Osiągnięcia[14][15]
- 1 miejsce - John Wick Invitational
- 1 miejsce - ELEAGUE Road to Vegas
- 1 miejsce - Americas Minor Championship - Cologne 2016
- 2 miejsce - iBUYPOWER Invitational 2016 - Fall
- 1 miejsce - Northern Arena 2016 - Montreal
- 1 miejsce - ELEAGUE Season 2
- 2 miejsce - Esports Championship Series Season 2 - Finals
- 3 miejsce - cs_summit 1
- 3/4 miejsce - Intel Extreme Masters XII - Sydney
- 3/4 miejsce - DreamHack Open Denver 2017
- 1 miejsce - Asia Minor Championship - Boston 2018
- 1 miejsce - StarLadder i-League Invitational #2
- 2 miejsce - iBUYPOWER Masters 2017
- 1 miejsce - cs_summit 2
- 3 miejsce - StarLadder & i-League StarSeries Season 4
- 3/4 miejsce - Intel Extreme Masters XII - World Championship
- 2 miejsce - ESL Pro League Season 7 - Finals
- 2 miejsce - Esports Championship Series Season 5 - Finals
- 2 miejsce - ELEAGUE CS:GO Premier 2018
- 3/4 miejsce - FACEIT Major: London 2018
- 2 miejsce - ESL One: New York 2018
- 3/4 miejsce - EPICENTER 2018
- 2 miejsce - Intel Extreme Masters XIII - Chicago
- 1 miejsce - SuperNova Malta 2018
- 2 miejsce - ESL Pro League Season 8 Finals
- 1 miejsce - iBUYPOWER Masters IV
- 2 miejsce - BLAST Pro Series: São Paulo 2019
- 2 miejsce - BLAST Pro Series: Miami 2019
- 1 miejsce - Intel Extreme Masters XIV - Sydney
- 2 miejsce - cs_summit 4
- 1 miejsce - DreamHack Masters Dallas 2019
- 1 miejsce - GG.BET Cologne Invitational
- 1 miejsce - Intel Grand Slam Season 2
- 1 miejsce - ESL One: Cologne 2019
- 1 miejsce - BLAST Pro Series: Los Angeles 2019
- 1 miejsce - Intel Extreme Masters XIV - Chicago
- 2 miejsce - Esports Championship Series Season 8 - Finals
- 2 miejsce - BLAST Pro Series: Global Final 2019